# Silverdale, Lancashire
Silverdale är en by och en civil parish i Storbritannien. Den ligger i grevskapet Lancashire och riksdelen England, i den centrala delen av landet, 300 km nordväst om huvudstaden London. Orten har 1 519 invånare (2011).